# Andrena merriami
Andrena merriami là một loài Hymenoptera trong họ Andrenidae. Loài này được Cockerell mô tả khoa học năm 1901.

## Hình ảnh

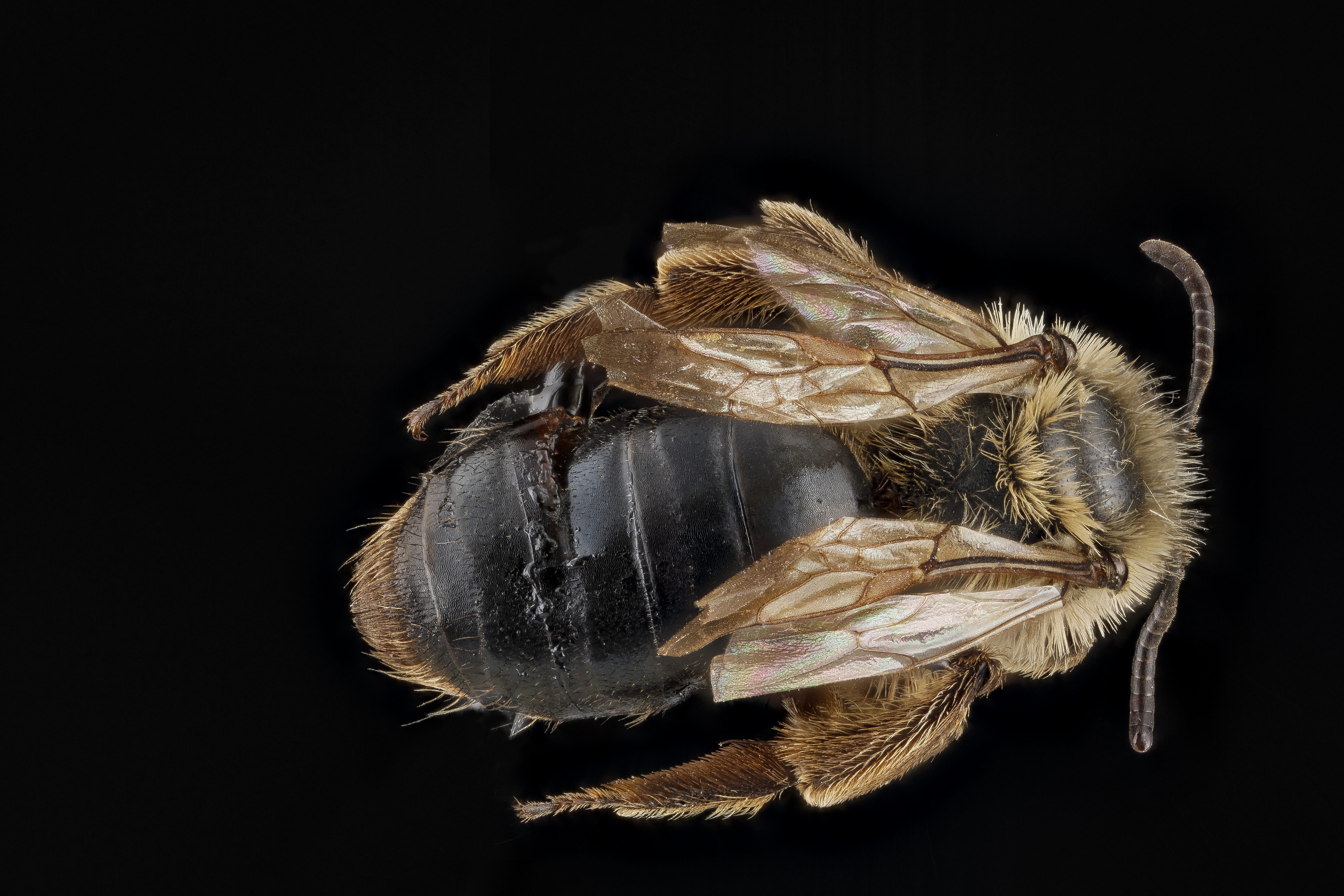
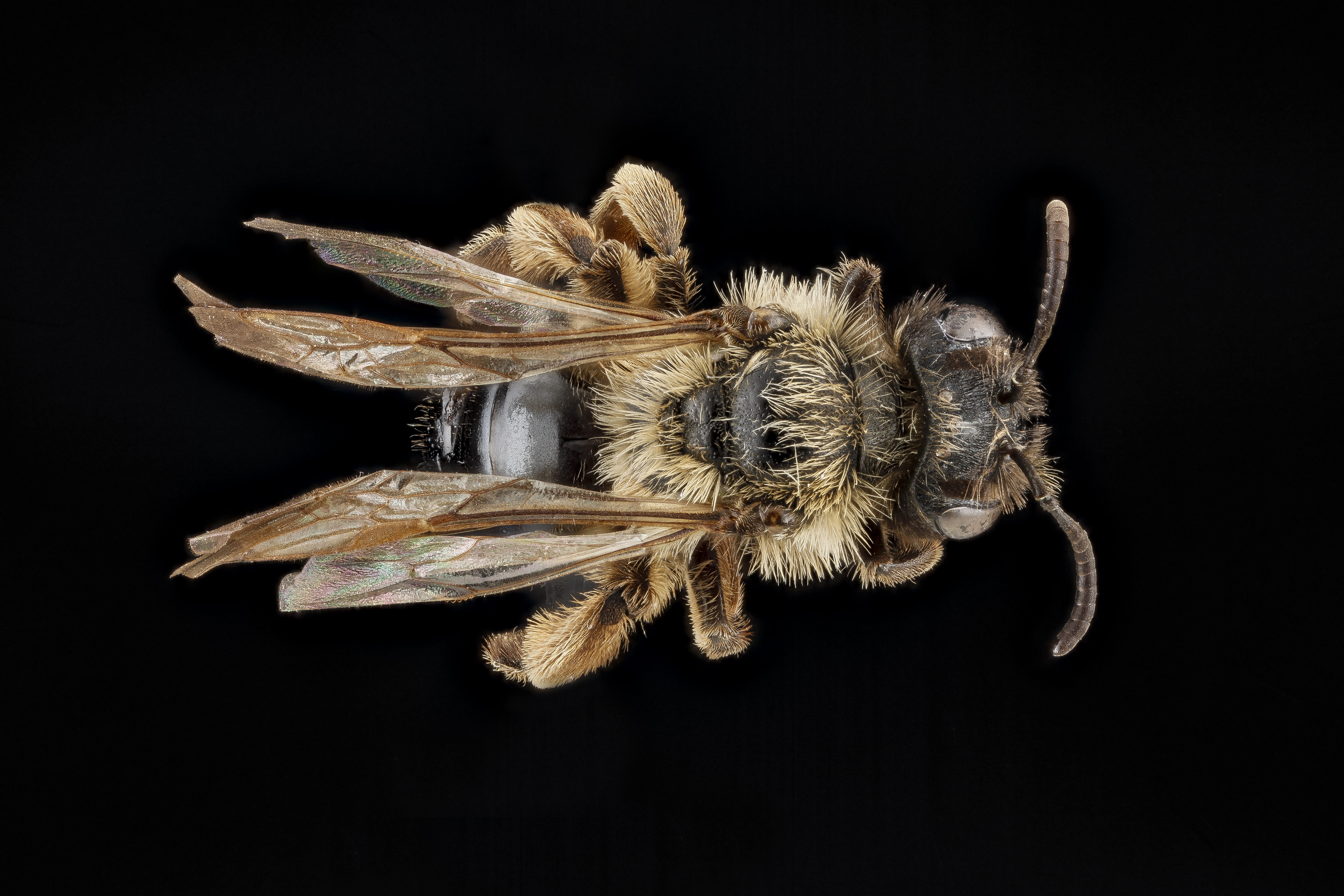